# Anditilos
Das unbewohnte Eiland Anditilos (griechisch Αντίτηλος [anˈditilɔs] (f. sg.)), lokal ist die Bezeichnung Askina (Άσκινα (f. sg.)) gebräuchlich, ist etwa 3,5 Kilometer südöstlich von Tilos gelegen, die Fläche beträgt 0,509 km². Die zweitgrößte Nebeninsel von Tilos nach Gaidouronisi erstreckt sich über circa 2,7 Kilometer und erreicht an der breitesten Stelle knapp 300 Meter. Bisweilen wird das Eiland zur Ziegenhaltung genutzt. Auf einer Karte aus der Zeit des Italienischen Dodekanes ist die nordöstliche Spitze der Insel als C[apo] Cafara und die südwestliche Spitze als C[apo] Anoiria gekennzeichnet.